# Hemiceratoides sittaca
Hemiceratoides sittaca là một loài bướm đêm trong họ Noctuidae.